# Johannes Schasching
Johannes Schasching SJ (* 10. März 1917 in St. Roman, Oberösterreich; † 20. September 2013 in Wien) war ein österreichischer Jesuit und Sozialethiker, Hochschullehrer und Autor. 
Er galt als führender Exponent der Katholischen Soziallehre in Österreich und neben Oswald von Nell-Breuning und Johannes Messner als einer der Nestoren der Soziallehre im deutschsprachigen Raum. 

## Leben
Johannes Schasching wurde 1917 in St. Roman im Innviertel als Sohn eines Maurers geboren. Nach seiner Matura 1937 am Kollegium Aloisianum trat er in den Jesuitenorden ein. Es folgte ein kurzes Studium der Philosophie am Berchmanskolleg in Pullach. Dann wurde er zur Wehrmacht eingezogen, jedoch 1941 entlassen. Seinen Abschluss des Philosophiestudiums machte er 1943. Es folgte von 1943 bis 1947 ein Studium der Theologie in Innsbruck, München, Wien, Chicago, New York und Leuven. Am 25. Juli 1946 empfing er in Innsbruck die Priesterweihe. 1947 wurde er in Innsbruck in Staatswissenschaften promoviert.
Ab 1950 begann die akademische Karriere des Theologen. Er unterrichtete zunächst Ethik und Sozialwissenschaften an der Universität Innsbruck. 1952 habilitierte er sich dort in spezieller Ethik und Soziologie und lehrte in Innsbruck bis 1966. Von 1961 bis 1966 war er zudem zum Ordensprovinzial der Jesuiten in Österreich ernannt. 
1966 wurde er durch den Ordensgeneral der Jesuiten in Rom, Pedro Arrupe, nach Rom berufen, wo er an der Päpstlichen Universität Gregoriana Sozialwissenschaften unterrichtete. Dort war er bis 1991 als Professor tätig. Von 1982 bis 1989 war er Dekan der Sozialwissenschaftlichen Fakultät. Von 1966 bis 1969 war er zudem Rektor des Pontificium Collegium Germanicum et Hungaricum de Urbe. 
Nach seiner Emeritierung 1991 war er bis 2005 an der Katholischen Sozialakademie Österreichs tätig. In Österreich war Schasching wesentlich am Sozialhirtenbrief der katholischen Bischöfe 1990 und in der Steuerungsgruppe des Ökumenischen Sozialwortes (2003) engagiert.
In dieser Zeit zog er zunächst 1991 in die Jesuitenkommunität in Wien, seit 2009 lebte er in einem Pflegeheim der Borromäerinnen in Wien. Hier starb er im September 2013 im 97. Lebensjahr und im 77. Jahr seines Ordenslebens. Am 1. Oktober 2013 wurde Schasching in der Gruft der Jesuitenkirche in Wien beigesetzt.

### Wirken
Schasching beschäftigte er sich mit Fragen von Mensch und Gesellschaft, Kirche und Gesellschaft und Kirche und Arbeitswelt. Schasching war Konsultor in verschiedenen päpstlichen Einrichtungen der Römischen Kurie und offizieller Sozialberater von Papst Johannes Paul II. Zu seinen Schülern gehört Paul Zulehner.
2017 wurde an der Katholischen Privat-Universität Linz das Johannes Schasching Institut gegründet, das sich mit Werk und Wirken von Schasching und seinem Einfluss auf die katholische Soziallehre auseinandersetzt sowie den Nachlass wissenschaftlich bearbeitet und verwaltet.

## Auszeichnungen
- 1973: Großes Verdienstkreuz des Verdienstordens der Bundesrepublik Deutschland
- 1987: Großes Goldenes Ehrenzeichen für Verdienste um die Republik Österreich
- 1988: Ehrendoktorat Dr. rer.soc.oec. der sozial- und wirtschaftswissenschaftlichen Fakultät der Johannes Kepler Universität Linz
- 1992: Ehrenbürger der Marktgemeinde Engelhartszell[4]
- 1992: Ehrenbürger der Gemeinde St. Roman[4]
- 1995: Ehrendoktorat Dr. theol. der theologischen Fakultät der Universität Wien
- 2000: Ehrendoktorat Dr. theol. der Katholisch-Theologischen Hochschule Linz
- 2002: Erwin Wenzl-Preis

## Werk (Auswahl)
- Seelsorge, Volk und Staat, 1956
- In Sorge um Entwicklung und Frieden, 1988
- Unterwegs mit den Menschen, 1991
- Für eine Kultur der Solidarität, Familie und Katholische Soziallehre, 1991
- Zeitgerecht-zeitbedingt, 1994